# III. třída okresu Chomutov 2003/2004
V soubojích fotbalové III. třídy okresu Chomutov 2003/2004, jedné ze skupin 9. nejvyšší fotbalové soutěže, se utkalo 11 týmů dvoukolovým systémem podzim – jaro. Tento ročník skončil v červnu 2004. Postup si zajistily první čtyři týmy TJ Inter Mikulovice, TJ Slovan Vejprty, FC Nezabydlice a Sokol Místo. Nikdo nesestoupil, IV. třída byla v následující sezóně zrušena.

## Výsledná tabulka
| Poř. | Tým                         | Z  | V  | R | P  | VG | OG | B  |
| ---- | --------------------------- | -- | -- | - | -- | -- | -- | -- |
| 1.   | TJ Inter Mikulovice         | 20 | 16 | 2 | 2  | 61 | 17 | 50 |
| 2.   | TJ Slovan Vejprty           | 20 | 15 | 3 | 2  | 62 | 17 | 48 |
| 3.   | FC Nezabydlice              | 20 | 12 | 1 | 7  | 50 | 43 | 37 |
| 4.   | Sokol Místo                 | 20 | 11 | 4 | 5  | 58 | 34 | 37 |
| 5.   | FK Čechie Hrušovany         | 20 | 10 | 1 | 9  | 42 | 42 | 31 |
| 6.   | TJ Sokol Mašťov             | 20 | 9  | 2 | 9  | 47 | 51 | 29 |
| 7.   | FK Jirkov - Kyjice          | 20 | 8  | 2 | 10 | 40 | 44 | 26 |
| 8.   | FC H.V. Vrskmaň             | 20 | 6  | 3 | 11 | 34 | 52 | 21 |
| 9.   | SK Libědice                 | 20 | 5  | 4 | 11 | 39 | 51 | 19 |
| 10.  | TJ Tatran Klášterecká Jeseň | 20 | 5  | 0 | 15 | 31 | 53 | 15 |
| 11.  | Dynamo Všehrdy              | 20 | 1  | 2 | 17 | 18 | 78 | 5  |

Poznámky:
- Z = Odehrané zápasy; V = Vítězství; R = Remízy; P = Prohry; VG = Vstřelené góly; OG = Obdržené góly; B = Body; (S) = Mužstvo sestoupivší z vyšší soutěže; (N) = Mužstvo postoupivší z nižší soutěže (nováček)

|  | Postup do II. třídy okresu Chomutov 2004/2005 |